# Copa del Mundo de Esquí Alpino de 2006-07
La Copa del Mundo de Esquí Alpino de 2006-07 se celebró del 28 de octubre de 2006 al 18 de marzo de 2007 bajo la organización de la Federación Internacional de Esquí (FIS). La final se celebró en la localidad de Lenzerheide (Suiza). 

## Tabla de honor
| Categoría       | Masculino          | Nación         | Femenino       | Nación  |
| --------------- | ------------------ | -------------- | -------------- | ------- |
| General         | Aksel Lund Svindal | Noruega        | Nicole Hosp    | Austria |
| Descenso        | Didier Cuche       | Suiza          | Renate Götschl | Austria |
| Eslalon         | Benjamin Raich     | Austria        | Marlies Schild | Austria |
| Eslalon Gigante | Aksel Lund Svindal | Noruega        | Nicole Hosp    | Austria |
| Super Gigante   | Bode Miller        | Estados Unidos | Renate Götschl | Austria |
| Combinada       | Aksel Lund Svindal | Noruega        | Marlies Schild | Austria |

## Ganadores por disciplina - masculino

### General
| Puesto | Nombre             | País    | Puntos |
| ------ | ------------------ | ------- | ------ |
| Oro    | Aksel Lund Svindal | Noruega | 1268   |
| Plata  | Benjamin Raich     | Austria | 1255   |
| Bronce | Didier Cuche       | Suiza   | 1098   |

### Descenso
| Puesto | Nombre       | País          | Puntos |
| ------ | ------------ | ------------- | ------ |
| Oro    | Didier Cuche | Suiza         | 652    |
| Plata  | Marco Büchel | Liechtenstein | 471    |
| Bronce | Erik Guay    | Canadá        | 393    |

### Super Gigante
| Puesto | Nombre       | País           | Puntos |
| ------ | ------------ | -------------- | ------ |
| Oro    | Bode Miller  | Estados Unidos | 304    |
| Plata  | Didier Cuche | Suiza          | 208    |
| Bronce | John Kucera  | Canadá         | 194    |

### Eslalon
| Puesto | Nombre         | País    | Puntos |
| ------ | -------------- | ------- | ------ |
| Oro    | Benjamin Raich | Austria | 605    |
| Plata  | Mario Matt     | Austria | 600    |
| Bronce | Jens Byggmark  | Suecia  | 506    |

### Eslalon Gigante
| Puesto | Nombre                | País    | Puntos |
| ------ | --------------------- | ------- | ------ |
| Oro    | Aksel Lund Svindal    | Noruega | 416    |
| Plata  | Massimiliano Blardone | Italia  | 380    |
| Bronce | Benjamin Raich        | Austria | 319    |

### Combinada
| Puesto | Nombre             | País    | Puntos |
| ------ | ------------------ | ------- | ------ |
| Oro    | Aksel Lund Svindal | Noruega | 232    |
| Plata  | Marc Berthod       | Suiza   | 202    |
| Bronce | Ivica Kostelić     | Croacia | 200    |

## Ganadoras por disciplina - femenino

### General
| Puesto | Nombre         | País           | Puntos |
| ------ | -------------- | -------------- | ------ |
| Oro    | Nicole Hosp    | Austria        | 1572   |
| Plata  | Marlies Schild | Austria        | 1482   |
| Bronce | Julia Mancuso  | Estados Unidos | 1356   |

### Descenso
| Puesto | Nombre         | País           | Puntos |
| ------ | -------------- | -------------- | ------ |
| Oro    | Renate Götschl | Austria        | 705    |
| Plata  | Julia Mancuso  | Estados Unidos | 536    |
| Bronce | Lindsey Kildow | Estados Unidos | 390    |

### Super Gigante
| Puesto | Nombre         | País           | Puntos |
| ------ | -------------- | -------------- | ------ |
| Oro    | Renate Götschl | Austria        | 540    |
| Plata  | Nicole Hosp    | Austria        | 352    |
| Bronce | Lindsey Kildow | Estados Unidos | 310    |

### Eslalon
| Puesto | Nombre          | País            | Puntos |
| ------ | --------------- | --------------- | ------ |
| Oro    | Marlies Schild  | Austria         | 760    |
| Plata  | Nicole Hosp     | Austria         | 418    |
| Bronce | Šárka Záhrobská | República Checa | 405    |

### Eslalon Gigante
| Puesto | Nombre               | País      | Puntos |
| ------ | -------------------- | --------- | ------ |
| Oro    | Nicole Hosp          | Austria   | 490    |
| Plata  | Tanja Poutiainen     | Finlandia | 419    |
| Bronce | Michaela Kirchgasser | Austria   | 357    |

### Combinada
| Puesto | Nombre         | País           | Puntos |
| ------ | -------------- | -------------- | ------ |
| Oro    | Marlies Schild | Austria        | 220    |
| Plata  | Julia Mancuso  | Estados Unidos | 195    |
| Bronce | Nicole Hosp    | Austria        | 190    |

## Copa de las Naciones

### Clasificación total
| Puesto | País           | Puntos |
| ------ | -------------- | ------ |
| Oro    | Austria        | 14.735 |
| Plata  | Suiza          | 5.861  |
| Bronce | Estados Unidos | 5.297  |

- Después de 71 competiciones individuales y el Premio de las Naciones.

## Calendario

### Masculino
| Día      | Lugar                           | Prueba          | Ganador                        |
| 12.11.06 | Levi Finlandia                  | Eslalon         | Benjamin Raich Austria         |
| 25.11.06 | Lake Louise Canadá              | Eslalon Gigante | Marco Büchel Liechtenstein     |
| 26.11.06 | Lake Louise Canadá              | Super Gigante   | John Kucera Canadá             |
| 30.11.06 | Beaver Creek Estados Unidos     | Combinada       | Aksel Lund Svindal Noruega     |
| 01.12.06 | Beaver Creek Estados Unidos     | Descenso        | Bode Miller Estados Unidos     |
| 02.12.06 | Beaver Creek Estados Unidos     | Eslalon Gigante | Massimiliano Blardone Italia   |
| 03.12.06 | Beaver Creek Estados Unidos     | Eslalon         | Andre Myhrer Suecia            |
| 10.12.06 | Reiteralm Austria               | Combinada       | Ivica Kostelić Croacia         |
| 15.12.06 | Gardena Italia                  | Descenso        | Bode Miller Estados Unidos     |
| 16.12.06 | Val Gardna Italia               | Descenso        | Steven Nyman Estados Unidos    |
| 17.12.06 | Alta Badia Italia               | Eslalon Gigante | Kalle Palander Finlandia       |
| 18.12.06 | Alta Badia Italia               | Eslalon         | Markus Larsson Suecia          |
| 20.12.06 | Hinterstoder Austria            | Super Gigante   | Bode Miller Estados Unidos     |
| 21.12.06 | Hinterstoder Austria            | Eslalon Gigante | Aksel Lund Svindal Noruega     |
| 28.12.06 | Bormio Italia                   | Descenso        | Michael Walchhofer Austria     |
| 29.12.06 | Bormio Italia                   | Descenso        | Michael Walchhofer Austria     |
| 06.01.07 | Adelboden Suiza                 | Eslalon Gigante | Benjamin Raich Austria         |
| 07.01.07 | Adelboden Suiza                 | Eslalon         | Marc Berthod Suiza             |
| 12.01.07 | Wengen Suiza                    | Combinada       | Mario Matt Austria             |
| 13.01.07 | Wengen Suiza                    | Descenso        | Bode Miller Estados Unidos     |
| 14.01.07 | Wengen Suiza                    | Eslalon         | "cancelado"                    |
| 20.01.07 | Val d’Isère Francia             | Descenso        | Pierre-Emmanuel Dalcin Francia |
| 21.01.07 | Val d’Isère Francia             | Combinada       | "cancelado"                    |
| 26.01.07 | Kitzbühel Austria               | Super Gigante   | "cancelado"                    |
| 27.01.07 | Kitzbühel Austria               | Eslalon         | Jens Byggmark Suecia           |
| 28.01.07 | Kitzbühel Austria               | Eslalon         | Jens Byggmark Suecia           |
| 30.01.07 | Schladming Austria              | Eslalon         | Benjamin Raich Austria         |
| 24.02.07 | Garmisch-Partenkirchen Alemania | Descenso        | Andrej Jerman Eslovenia        |
| 24.02.07 | Garmisch-Partenkirchen Alemania | Descenso        | Erik Guay Canadá               |
| 25.02.07 | Garmisch-Partenkirchen Alemania | Eslalon         | Mario Matt Austria             |
| 03.03.07 | Kranjska Gora Eslovenia         | Eslalon Gigante | Benjamin Raich Austria         |
| 04.03.07 | Kranjska Gora Eslovenia         | Eslalon         | Mario Matt Austria             |
| 09.03.07 | Kvitfjell Noruega               | Combinada       | Benjamin Raich Austria         |
| 10.03.07 | Kvitfjell Noruega               | Descenso        | Didier Cuche Suiza             |
| 11.03.07 | Kvitfjell Noruega               | Super Gigante   | Hans Grugger Austria           |
| 14.03.07 | Lenzerheide Suiza               | Descenso        | Aksel Lund Svindal Noruega     |
| 15.03.07 | Lenzerheide Suiza               | Super Gigante   | Aksel Lund Svindal Noruega     |
| 17.03.07 | Lenzerheide Suiza               | Eslalon Gigante | Aksel Lund Svindal Noruega     |
| 18.03.07 | Lenzerheide Suiza               | Eslalon         | Benjamin Raich Austria         |

### Femenino
| Día      | Lugar                    | Prueba          | Ganadora                      |
| 11.11.06 | Levi Finlandia           | Eslalon         | Marlies Schild Austria        |
| 25.11.06 | Aspen Estados Unidos     | Eslalon Gigante | Kathrin Zettel Austria        |
| 26.11.06 | Aspen Estados Unidos     | Eslalon         | Marlies Schild Austria        |
| 01.12.06 | Lake Louise Canadá       | Descenso        | Maria Riesch Alemania         |
| 02.12.06 | Lake Louise Canadá       | Descenso        | Lindsey Kildow Estados Unidos |
| 03.12.06 | Lake Louise Canadá       | Super Gigante   | Renate Götschl Austria        |
| 15.12.06 | Reiteralm Austria        | Super Gigante   | Kathrin Zettel Austria        |
| 15.12.06 | Reiteralm Austria        | Combinada       | Marlies Schild Austria        |
| 16.12.06 | Reiteralm Austria        | Super Gigante   | Renate Götschl Austria        |
| 19.12.06 | Val d’Isère Francia      | Descenso        | Julia Mancuso Estados Unidos  |
| 20.12.06 | Val d’Isère Francia      | Descenso        | Lindsey Kildow Estados Unidos |
| 21.12.06 | Val d’Isère Francia      | Eslalon         | Marlies Schild Austria        |
| 28.12.06 | Semmering Austria        | Eslalon Gigante | Kathrin Zettel Austria        |
| 29.12.06 | Semmering Austria        | Eslalon         | Therese Borssen Suecia        |
| 04.01.07 | Zagreb-Sljeme Croacia    | Eslalon         | Marlies Schild Austria        |
| 06.01.07 | Kranjska Gora Eslovenia  | Eslalon Gigante | Nicole Hosp Austria           |
| 07.01.07 | Kranjska Gora Eslovenia  | Eslalon         | Marlies Schild Austria        |
| 13.01.07 | Altenmarkt Austria       | Deescenso       | Renate Götschl Austria        |
| 14.01.07 | Altenmarkt Austria       | Combinada       | Julia Mancuso Estados Unidos  |
| 19.01.07 | Cortina d'Ampezzo Italia | Super Gigante   | Julia Mancuso Estados Unidos  |
| 20.01.07 | Cortina d'Ampezzo Italia | Descenso        | Renate Götschl Austria        |
| 21.01.07 | Cortina d'Ampezzo Italia | Eslalon Gigante | Karen Putzer Italia           |
| 26.01.07 | San Sicario Italia       | Super Gigante   | Renate Götschl Austria        |
| 27.01.07 | San Sicario Italia       | Descenso        | Renate Götschl Austria        |
| 28.01.07 | San Sicario Italia       | Super Gigante   | Lindsey Kildow Estados Unidos |
| 24.02.07 | Sierra Nevada España     | Eslalon Gigante | Michaela Kirchgasser Austria  |
| 25.02.07 | Sierra Nevada España     | Eslalon         | Marlies Schild Austria        |
| 02.03.07 | Tarvisio Italia          | Combinada       | Nicole Hosp Austria           |
| 03.03.07 | Tarvisio Italia          | Descenso        | Julia Mancuso Estados Unidos  |
| 04.03.07 | Tarvisio Italia          | Super Gigante   | Renate Götschl Austria        |
| 10.03.07 | Zwiesel Alemania         | Eslalon Gigante | Tanja Poutiainen Finlandia    |
| 11.03.07 | Zwiesel Alemania         | Eslalon         | Marlies Schild Austria        |
| 14.03.07 | Lenzerheide Suiza        | Descenso        | Renate Götschl Austria        |
| 15.03.07 | Lenzerheide Suiza        | Super Gigante   | Anja Pärson Suecia            |
| 17.03.07 | Lenzerheide Suiza        | Eslalon         | Nicole Hosp Austria           |
| 18.03.07 | Lenzerheide Suiza        | Eslalon Gigante | Nicole Hosp Austria           |

- Datos: Q5164